# カードキャプターさくら オリジナル・サウンドトラック
「カードキャプターさくら オリジナル・サウンドトラック」（CARDCAPTOR SAKURA ORIGINAL SOUNDTRACK）は、CLAMPによる日本の漫画・テレビアニメ・劇場版『カードキャプターさくら』のサウンドトラックシリーズである。1998年7月23日から2000年3月23日までに計4枚がビクターエンタテインメントからリリースされて、劇場版サウンドトラックでは1999年8月25日から2000年8月2日までに計2枚が発売された。

## Vol.1
曲目リスト
1. Catch You Catch Me [3:46]
歌：グミ
作詞・作曲：広瀬香美、編曲：本間昭光・広瀬香美
2. 夢 [1:45]
3. さわやかな朝 [2:45]
4. 幸せの桜並木 [2:25]
5. 地下室 [1:45]
6. ケロちゃんのテーマ [2:09]
7. 誕生！カードキャプター [1:15]
8. 楽しいひととき [1:16]
9. やすらぎの日 [1:08]
10. ヒトリジメ [4:24]
歌：グミ
作詞・作曲：日向めぐみ、編曲：本間昭光
11. ほぇ？ [1:31]
12. あこがれ [1:12]
13. 元気いっぱい [1:16]
14. 小狼のテーマ [2:46]
15. あなたといれば [4:41]
16. お母さんのおもかげ [1:50]
17. クロウカード [1:05]
18. クロウカードを逃がすな！ [2:54]
19. せつない気持ち [2:23]
20. 夜の歌 [4:18]
歌：大道寺知世（岩男潤子）
作詞・作曲：大川七瀬、編曲：根岸貴幸
21. さくらのテーマ1 [1:44]
22. パニック [1:46]
23. 対決！！ [1:48]
24. さくらのテーマ2 [1:45]
25. 希望の予感 [1:59]
26. しあわせの魔法 [4:41]
歌：木之本桜（丹下桜）
作詞・作曲：大川七瀬、編曲：根岸貴幸

## Vol.2
曲目リスト
1. 封印解除 [1:44]
2. Catch You Catch Me（さくらヴァージョン） [1:45]
歌：木之本桜（丹下桜）
作詞・作曲：広瀬香美、編曲：本間昭光・広瀬香美
3. ローラーブレイド [1:11]
4. 苺鈴のテーマ [1:11]
5. カードの気配 [2:09]
6. 夢にみたデート [1:47]
7. 追跡 [1:36]
8. 歌帆のテーマ [1:45]
9. ショッピング [1:39]
10. どきどき探検隊 [1:07]
11. 小さな妖精 [1:30]
12. 無責任な守護者 [2:10]
13. DOTA-BATA [1:23]
14. 出逢い [1:52]
15. Super Duper Love Love Days [5:08]
歌：グミ
作詞：日向めぐみ、作曲・編曲：本間昭光
16. 予兆 [1:08]
17. カードの攻撃 [1:15]
18. やさしさにつつまれて [2:03]
19. 星の煌めき [1:39]
20. ぬくもりの記憶 [2:07]
21. 怪現象 [4:18]
22. 悲しいな [1:04]
23. 幻 [1:41]
24. 大ピンチ [1:45]
25. 決意 [1:33]
26. さくらがんばる！ [1:40]
27. Victory [1:37]
28. Groovy! [4:22]
歌：広瀬香美
作詞・作曲：広瀬香美、編曲：本間昭光
29. Catch You Catch Me - TVサイズ（ボーナス・トラック） [1:26]
30. サブタイトル（ボーナス・トラック） [0:12]
31. アイキャッチ（ボーナス・トラック） [0:10]
32. 予告BGM（ボーナス・トラック） [0:31]
33. ケロちゃんにおまかせ（ボーナス・トラック） [0:11]
34. Groovy! - TVサイズ（ボーナス・トラック） [1:11]

## Vol.3
曲目リスト
1. 扉をあけて [4:43]
歌：ANZA
作詞：きくこ、作曲：広瀬香美、編曲：亀田誠治
2. クロウ・リードの伝説 [1:52]
3. 反撃開始 [1:25]
4. 忍び寄る影 [1:17]
5. 強敵出現 [1:38]
6. 苦戦 [1:37]
7. 夜の歌 (ピアノヴァージョン) [1:46]
歌：大道寺知世（岩男潤子）
作詞・作曲：大川七瀬、編曲：根岸貴幸
8. Honey (さくらヴァージョン) [4:18]
歌：木之本桜（丹下桜）
作詞・作曲・編曲：chihiro
9. がんばれさくら [1:37]
10. もう一人の守護者 [1:44]
11. 封印の獣ケルベロス [2:28]
12. 友へ [4:19]
歌：大道寺知世（岩男潤子）・友枝小学校コーラス部
作詞：松宮恭子、作曲・編曲：浜口史郎
13. 最後のカード [1:06]
14. 最後の審判 [2:14]
15. 思い出が消えちゃう [1:34]
16. 審判続行 [2:03]
17. カードを継ぐ者 [2:07]
18. 「すき」という気持ち [2:56]
19. Honey（ボーナス・トラック） [4:17]
歌：chihiro

## Vol.4
曲目リスト
1. プラチナ [4:10]
歌：坂本真綾
作詞：岩里祐穂、作曲・編曲：菅野よう子
2. クロウ・リードのテーマ [1:40]
3. 星のちから [1:38]
4. エリオルのテーマ [1:29]
5. 奈久留のテーマ [1:22]
6. クロウ・リードの影 [1:45]
7. もう1人のエリオル [1:40]
8. 小心な侵入者 [1:34]
9. 恋心 [1:34]
10. 足どり軽く [1:36]
11. FRUITS CANDY [3:38]
歌：こじまめぐみ
作詞：横山武、作曲：上田晃司、編曲：保刈久明
12. MOJI-MOJI [1:26]
13. 星の道の告白 [2:12]
14. ハートブレイク [1:45]
15. それぞれの想い [2:09]
16. 「好き」って何だろう [2:04]
17. くれゆくひととせ [4:13]
18. 正体 [1:41]
19. 遠い日の別れ [2:06]
20. 永遠の闇 [2:01]
21. 最後の試練 [2:07]
22. 絶対だいじょうぶ [2:04]
23. 新しい主 [2:02]
24. ほんとうの一番 [1:45]
25. ひとつだけ [4:34]
歌：木之本桜（丹下桜）
作詞：西直紀、作曲：楠瀬誠志郎、編曲：河野伸

## 劇場版Vol.1
曲目リスト
1. 序曲 [0:14]
2. 春宵情歌 (さくらバージョン) [4:41]
歌：木之本桜（丹下桜）
作詞：松宮恭子、作曲・編曲：根岸貴幸
3. 水的誘惑 [1:58]
4. 担心的通信本 [0:41]
5. 歓楽従現在開始 [1:08]
6. 突然、到香港！ [1:47]
7. 食通先生桜 [1:10]
8. 漸近的緊迫感 [1:10]
9. 異国行 [0:50]
10. 優美的面影 [1:56]
11. 夢中女 [2:07]
12. 給我力量 [0:48]
13. 春宵情歌 (中国語バージョン) [4:43]
14. 被隠蔵的秘密 [1:03]
15. 小鳥的圏套 [1:13]
16. 魂飛喪胆 [1:11]
17. 水魔界 [0:35]
18. 戦闘導火線 [0:48]
19. 拿出勇気 [1:36]
20. 憤怒的風暴 [2:46]
21. 庫楽的回憶 [1:26]
22. 誰在這里！ [0:53]
23. 向禁区的別一面 [0:54]
24. 黒闇的跟踪者 [1:36]
25. 開始反撃 [1:05]
26. 最後的反撃 [1:54]
27. 桜，千鈞一髪 [1:07]
28. 魔術師的愛恋 [1:36]
29. 被泪水湿透的髪飾 [2:18]
30. 遠いこの街で [4:59]
歌：皆谷尚美
作詞・作曲：皆谷尚美、編曲：鳥山雄司

## 劇場版Vol.2
曲目リスト
1. カードの目覚め [1:11]
2. 魔法の鍵 [2:25]
3. とまどい [0:59]
4. ハートのカード [1:26]
5. さくらのおそよう日 [1:27]
6. 怪しい遊園地 [1:53]
7. 逢いたかった [1:42]
8. 告白のタイミング [0:47]
9. 二人の距離 [1:06]
10. お邪魔なケロちゃん [0:58]
11. エリオルへの手紙 [1:11]
12. ありがとう [5:50]
歌：木之本桜（丹下桜）
作詞：西直紀、作曲：依田和夫、編曲：山本光男
13. 打ち明けたいのに… [0:48]
14. 遊びの時間 [0:51]
15. 恋する観覧車 [1:30]
16. カードの気配 [1:15]
17. みんな消えちゃう！ [1:57]
18. 解けた封印 [2:34]
19. 不安の兆し [0:52]
20. 涙 [1:53]
21. ここに来て [3:01]
歌：大道寺知世（岩男潤子）
作詞：尾上文、作曲・編曲：岸村正実
22. 決意の幕開け [0:55]
23. 勇気の円舞曲 [4:18]
24. 気持ち，伝えたい… [1:13]
25. 消えた友枝町 [0:46]
26. 戦いが始まる [2:23]
27. 力を合わせて [1:33]
28. 小狼の挑戦 [1:12]
29. 絶対あきらめない！ [0:58]
30. 本当の想い [2:09]
31. きっと言えるから [0:36]
32. 明日へのメロディー [5:31]
歌：CHAKA
作詞・作曲：CHAKA、編曲：鷺巣詩郎